# Ханкин, Виктор Логинович
Виктор Логинович Ханкин (? — 9 [21] июня 1875, Санкт-Петербург, Санкт-Петербургская губерния) — русский врач, доктор медицины; автор ряда научных трудов.

## Биография
Место и дата рождения Виктора Логиновича Ханкина неизвестны. О его детстве информации практически не сохранилось, прочие биографические сведения о нём очень скудны и отрывочны; известно лишь, что Ханкин был старшим ординатором Санкт-Петербургской Обуховской больницы.
Кроме того В. Л. Ханкин известен, как один из основателей Обуховского благотворительного общества; он помещал в столичных журналах много статей и заметок по гигиене и, среди прочего, напечатал в газете «Голос», сотрудником которой он состоял почти со дня её основания, ряд статей по исследованию причин развития тифозной эпидемии, по народному здравию и по улучшению санитарных условий Санкт-Петербурга.
Согласно отзывам современников, как эти статьи его, так и статьи о Прибалтийском крае обнаруживают в нём не только специалиста по гигиене, но и публициста. Также он писал статьи и по общим вопросам.
Виктор Логинович Ханкин умер 9 июня 1875 года в городе Санкт-Петербурге.